# Lester del Rey
Lester del Rey, pseudonym för Leonard Knapp, född 2 juni 1915 i Minnesota, död 10 maj 1993 i New York, var en amerikansk science fiction-författare och -redaktör. Han skrev en rad science fiction-böcker riktade till ungdomar, och var redaktör för Del Rey Books, som gav ut science fiction och fantasy.
Del Rey började skriva i slutet av 1930-talet och hans första publicerade berättelse "The Faithful" fanns i Astounding i april 1938. Han började skriva på heltid 1950. Från slutet av 1940-talet var han också aktiv i många affärsprojekt och som redaktör inom science fiction. I början av 1950-talet var han redaktör för Fantasy Magazine, Rocket Stories, Space Science Fiction och under en kortare tid Science Fiction Adventures. 1953 lämnade han alla dessa redaktörskap efter en konflikt. Efter P. Schuyler Miller dog 1974 tog del Rey över Astoundings' kolumn för bokrecensioner.
del Rey skrev också under pseudonymerna Philip St John, Erik van Lhin, John Alvarez, Marion Henry, Philip James, Charles Satterfield och Edson McCann.